# Sorkh Mūsá
Sorkh Mūsá (persiska: سرخ موسى) är en ort i Iran.   Den ligger i provinsen Kurdistan, i den nordvästra delen av landet, 400 km väster om huvudstaden Teheran. Sorkh Mūsá ligger 1 781 meter över havet och antalet invånare är 192.
Terrängen runt Sorkh Mūsá är huvudsakligen kuperad. Sorkh Mūsá ligger nere i en dal.Runt Sorkh Mūsá är det ganska glesbefolkat, med 50 invånare per kvadratkilometer. Närmaste större samhälle är Yāpal, 16,2 km sydost om Sorkh Mūsá. Trakten runt Sorkh Mūsá består i huvudsak av gräsmarker.